# Да (річка)
Да (в'єт. sông Đà, «чорна») або Лісяньцзян (кит.: 李仙江) — річка в Китаї та В'єтнамі, головна притока річки Хонгха.
Бере початок від злиття Амоцзяна та Чусуньчуаньхе (Бабяньцзян), протікає переважно у глибокій долині з північного заходу на південний схід. Мусонний режим з літньо-осінніми повенями. У низовинах займаються вирощуванням рису.

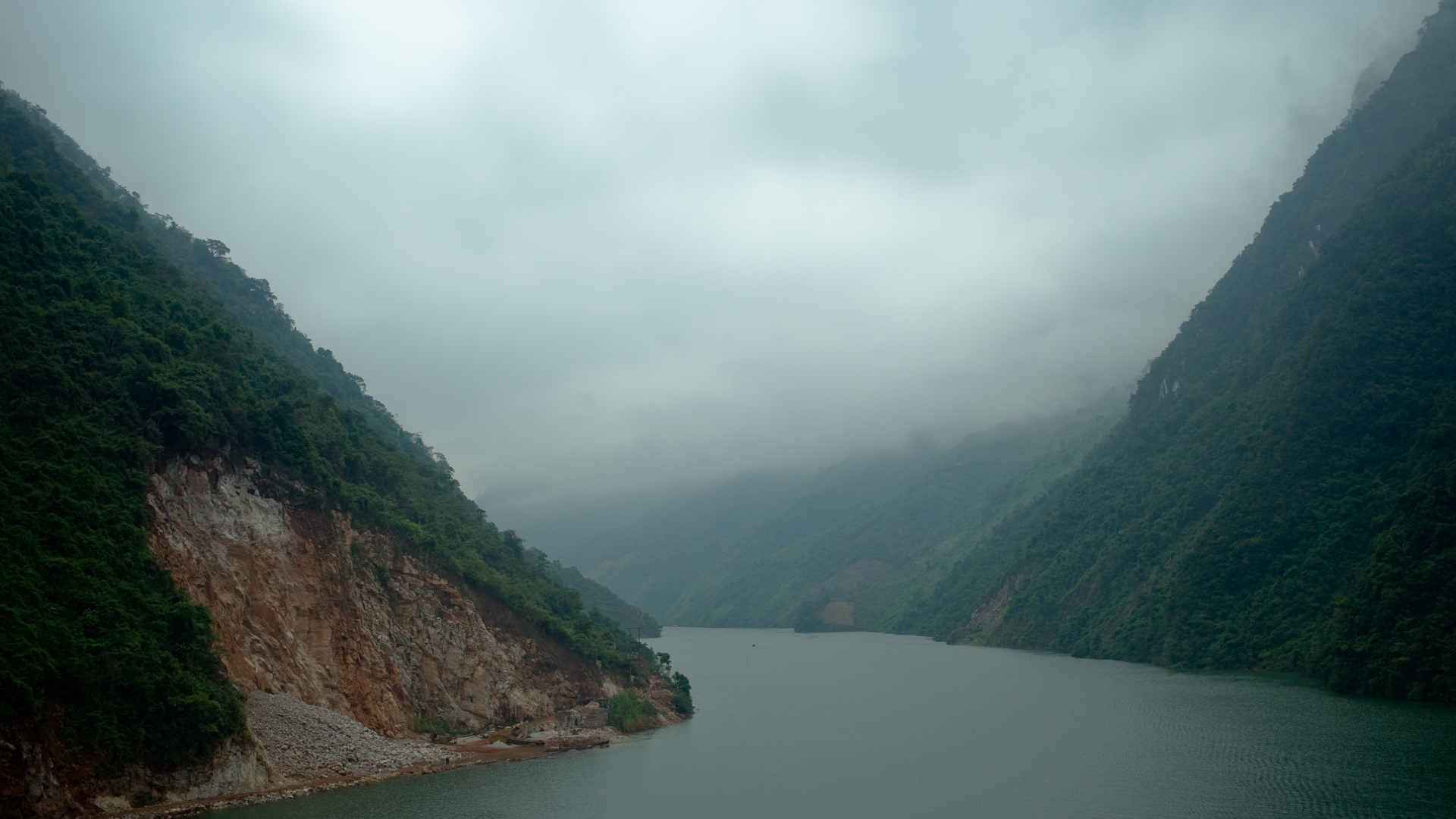
Чорна річка біля міста Мионглай (Mường Lay)

Річка тече через наступні в'єтнамські провінції: Лайтяу, Дьєнб'єн, Шонла, Хоабінь.
На берегах річки Да розташовані в'єтнамські міста Ван'єн, Хоабінь, Кішон, Тханьтхюї.
Притоки на території В'єтнаму (за напрямком течії): По, На, Мок, Му, Пан, Шап.
На річці також розташовано кілька чинних гідроелектростанцій (як у Китаї, так і у В'єтнамі), в тому числі й найбільша гідроелектростанція Південносхідної Азії — в'єтнамська ГЕС Шонла. Повний каскад гідровузлів на річці Да на в'єтнамській території складатиметься з ГЕС Лайтяу (1200 МВт), ГЕС Шонла (2400 МВт), ГЕС Хоабінь (1920 МВт), ГЕС Бантят (220 МВт) і ГЕС Гуойкуанг (520 МВт), частину з яких уже введено в експлуатацію.